# Voetbalkampioenschap van Jeetze 1928/29
In 1928/29 werd het zesde voetbalkampioenschap van Jeetze gespeeld, dat georganiseerd werd door de Midden-Duitse voetbalbond. 
VfB Klötze werd kampioen en plaatste zich voor de Midden-Duitse eindronde. De club verloor van FC Viktoria 09 Stendal.

## Gauliga
| Plaats | Club                   | Wed.           | W              | G              | V              | Saldo          | Ptn.           |
| ------ | ---------------------- | -------------- | -------------- | -------------- | -------------- | -------------- | -------------- |
| 1.     | VfB 1907 Klötze        | 10             | 8              | 0              | 2              | 55:12          | 16:4           |
| 2.     | SV Eintracht Salzwedel | 10             | 7              | 1              | 2              | 29:21          | 15:5           |
| 3.     | FC 1909 Salzwedel      | 10             | 6              | 0              | 4              | 31:32          | 12:8           |
| 4.     | TSV Immekath           | 10             | 4              | 1              | 5              | 27:31          | 9:11           |
| 5.     | SV Wustrow             | 10             | 4              | 0              | 6              | 13:39          | 8:12           |
| 6.     | MTuSV Lüchow           | 10             | 0              | 0              | 10             | 10:69          | 0:20           |
| 7.     | FC Blücher Barnebeck   | Teruggetrokken | Teruggetrokken | Teruggetrokken | Teruggetrokken | Teruggetrokken | Teruggetrokken |

|  | Kampioen, geplaatst voor Midden-Duitse eindronde |
|  | Degradatie                                       |